# Roger Northwode
Roger de Northwode (ur. ok. 1230, zm. 9 listopada 1286) – angielski rycerz, lord Skarbu i Lord strażnik Pięciu Portów. Był synem sir Johna de Northwode i Agnes de Grandison, córki Williama de Grandisona. Jego ojciec zmarł kiedy Roger był jeszcze dzieckiem.
Nie wiadomo dokładnie kiedy się urodził, wiadomo natomiast, że w 1247 r. uznano go za pełnoletniego. W latach 50. XIII w. sprawował wiele ważnych funkcji publicznych w Anglii. Ok. 1255 r. został lordem strażnikiem Pięciu Portów. Był nim do ok. 1258 r. Wkrótce potem został konstablem zamku Dover. Był hojnym sponsorem opactwa w St. Sexburge.
Najprawdopodobniej żenił się dwa razy. Jego pierwszą żoną była najprawdopodobniej Bona Fitzbernard lub de Waltham. Małżeństwo to wzbogaciło i tak już bogatego sir Rogera o posiadłości ziemskie w Shorne i Thornham. Jego drugą żoną była Juliana.
Sir Roger zmarł w 1286 r. i został pochowany w Minster.